# Iglesia de San Sebastián (Porzuna)
La iglesia parroquial de San Sebastián Mártir es un templo católico situado en la localidad de Porzuna, provincia de Ciudad Real (Castilla-La Mancha).
Es un edificio de características góticas del siglo XIII.

## Descripción
Su torre es posterior, de dos cuerpos y forma cuadrada. Tanto la cubierta del cuerpo inferior de la torre, como el marco de la puerta oeste están hechos de piedra volcánica rojiza. El resto de la iglesia es de estilo gótico y posee un bello coro de madera trabajada del siglo XVIII.

## Rehabilitación del entorno
En el año 2010 el Ayuntamiento de Porzuna llevó a cabo la rehabilitación del entorno del Monumento, con cargo al Plan E del Gobierno de España, convirtiéndolo en peatonal y sufrió un importante cambio ya que anteriormente se encontraba colindando con el centro de salud y un edificio civil del municipio dedicado al hogar del jubilado y el centro social, que fueron derruidos en el año 2009 dejando paso al actual centro social y centro de día ultimado en el año 2011.